# Lü Zhengcao

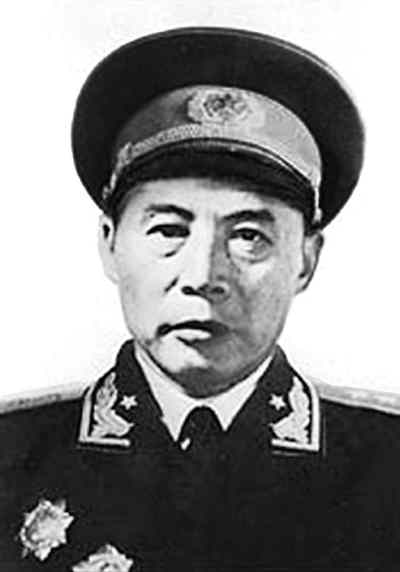
Lü Zhengcao, 1952

Lü Zhengcao (chinesisch 吕正操, Pinyin Lǚ Zhèngcāo) (* 4. Januar 1905 (nach anderen Angaben 4. Januar 1904) in Haicheng (Anshan); † 13. Oktober 2009 in Peking) war ein chinesischer General der Volksbefreiungsarmee.
Lü wurde 1937 Mitglied der Kommunistischen Partei Chinas. Er kämpfte im Krieg zwischen Japan und China von 1937 bis 1945 sowie im chinesischen Bürgerkrieg gegen die Nationalrevolutionäre Armee der Kuomintang von 1945 bis 1949.
Vor der Zeit als Kommunist arbeitete Lü als Assistent Generals Zhang Xueliang der Kuomintang. In dieser Rolle war er Augenzeuge des Zwischenfall von Xi’an, in dem Zhang und ein weiterer Generalskollege, Yang Hucheng, den damaligen Führer der Chinesen Chiang Kai-shek dazu zwang, den Bürgerkrieg gegen die Kommunisten für den Kampf gegen Japan aufzugeben.
Mit dem Sieg der Kommunisten im Jahr 1949 diente Lü als erfahrener Militärführer der Volksrepublik China. Er wurde 1955 zum Shang Jiang (einer Generalsposition) ernannt, als dieser Posten neu erschaffen wurde.
Zum Zeitpunkt seines Todes im Alter von 104 (105?) Jahren war er der letzte der ersten Generäle der Volksbefreiungsarmee.